# Аргентинская конфедерация
Аргенти́нская конфедера́ция (исп. Confederación Argentina) — одно из официальных названий Аргентины с 1831 по 1861 год, установленное ст. 35 конституции Аргентины. В качестве основного названия употреблялось в 1853—1860 годах — после свержения диктатора Росаса, между принятием конституции и внесением в неё поправки, в период действительности Федерального пакта. В этот период государство являлось конфедерацией провинций и не имело главы; за внешние сношения отвечал губернатор провинции Буэнос-Айрес.
Росас был свергнут в 1852 году губернатором Хусто Хосе де Уркиса после битвы при Касеросе. Уркиса созвал Конституционную Ассамблею 1853 года для написания конституции. Провинция Буэнос-Айрес сопротивлялась Уркисе и потому вышла из Конфедерации в 1852 году, став Государством Буэнос-Айрес; провинция вернётся в Аргентину лишь в 1861 году.

## История

### Правление Хуана Мануэля де Росаса
Современная Аргентина — лишь небольшая часть (примерно треть) вице-королевства Рио-де-ла-Плата, испанской колонии, которая также включала территории современных Боливии, Уругвая, часть Перу и Парагвай. Вскоре после обретения независимости, Аргентина захватила огромные территории, населённые коренными народами.

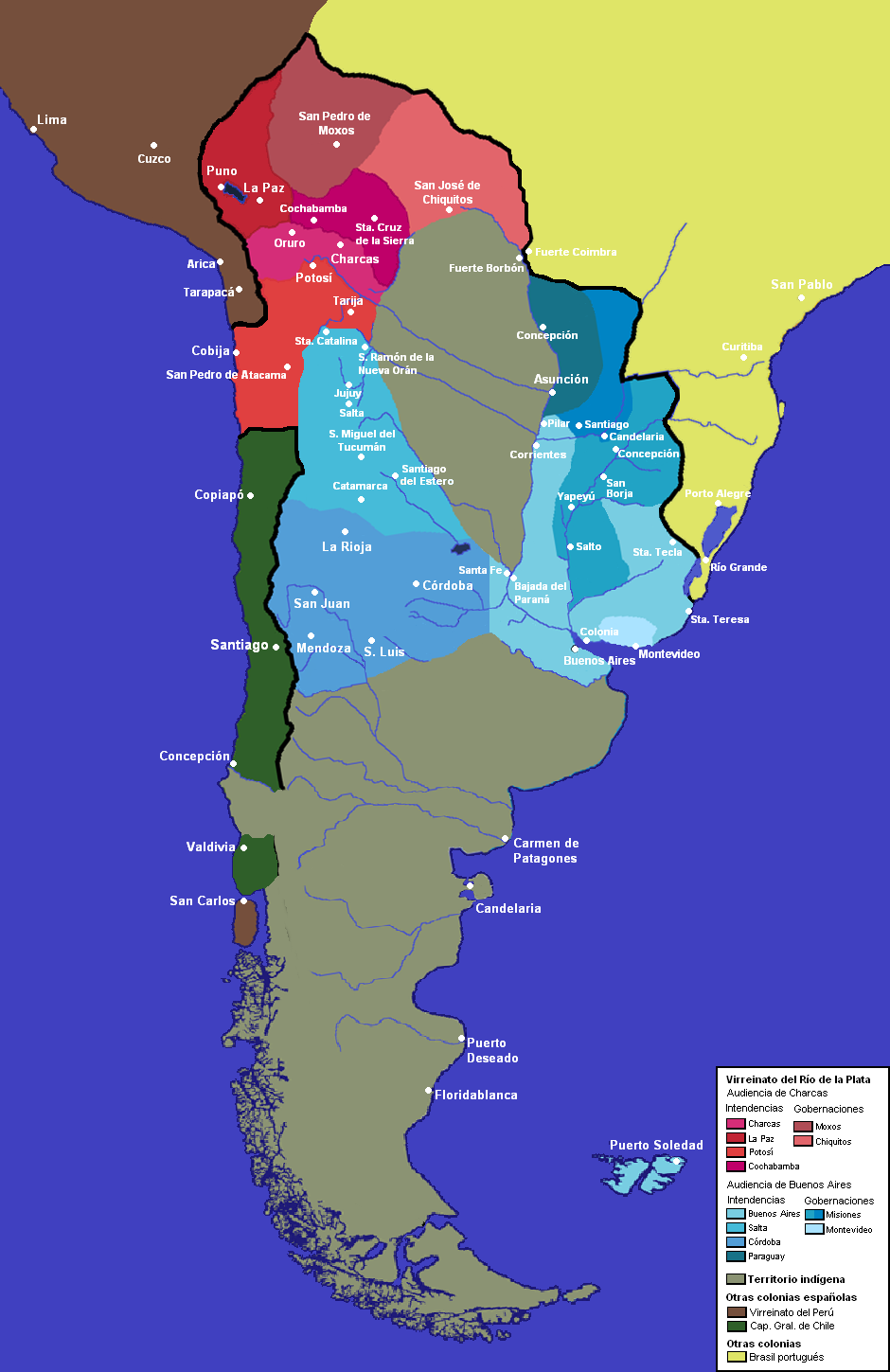
Вице-королевство Рио-де-ла-Плата

Майская революция в Буэнос-Айресе начала аргентинскую войну за независимость, и страна была переименована в Соединённые Провинции Рио де ла-Плата. Территории на севере (современные Боливия и Парагвай) были утеряны в ходе конфликта и стали новыми государствами. Уругвай был аннексирован Бразилией в 1816 году, пока тридцать три Ориенталес не подняли мятеж, чтобы вернуть регион в Соединённые Провинции. Этим началась Аргентино-бразильская война, которая закончилась договором Монтевидео (1828), создавшим новое государство Уругвай.
Когда аргентинские войска вернулись в Буэнос-Айрес, Хуан Гало де Лавалье возглавил военный переворот против губернатора Мануэля Доррего. Он казнил губернатора и начал кампанию против всех федералистов, заручившись поддержкой Хосе Марии Паса в Кордове, который сверг Хуана Бустоса и принял аналогичные меры против федералистов. Выходец из гаучо Хуан Мануэль де Росас организовал сопротивление против Лавалье, вынудив его покинуть правительство и восстановить законную власть. Пас организовал Лигу унитаристов с провинциями, которые его поддержали, а Росас подписал федеральный договор с провинциями Энтре-Риос и Санта-Фе. Унитаристские провинции потерпели поражение, присоединились к пакту и стали частью Аргентинской Конфедерации. Росас отказался от нового срока на посту губернатора после победы над Лигой унитаристов.
Росас уехал из Буэнос-Айреса и вёл на юге первую кампанию в пустыне, чтобы предотвратить новые набеги коренных народов. Кампания сочетала военные действия и переговоры, в итоге набегов не было в течение нескольких лет. Несмотря на отсутствие, политическое влияние Росаса в Буэнос-Айресе оставалось сильным, а его жена Энкарнасьон Эскурра занималась сохранением хороших отношений с жителями города. 11 октября 1833 году город был наполнен объявлениями судебного процесса против «Реставратора законов» (название газеты, но оно было неправильно понято как судебное разбирательство в отношении самого Росаса, известного под этим прозвищем). Большое количество гаучо и бедноты начали революцию реставраторов у здания законодательного собрания, восхваляя Росаса и требуя отставки губернатора Хуана Рамона Балькарсе. Войска, которые были отправлены подавить восстание, присоединились к революции. Законодательная власть, наконец, отказалась от суда, а через месяц объявила об отставке Балькарсе, заменив его Хуаном Хосе Вьямонте. Беспорядки заставили многих поверить, что только Росас мог бы обеспечить спокойствие. Убийство Факундо Кироги в Кордове укрепило эту веру, и законодательный орган назначил Росаса губернатором в 1835 году, наделив его «суммой государственной власти» (то есть суммой трёх властей).
Росас столкнулся с военной угрозой в первые годы своего правления.

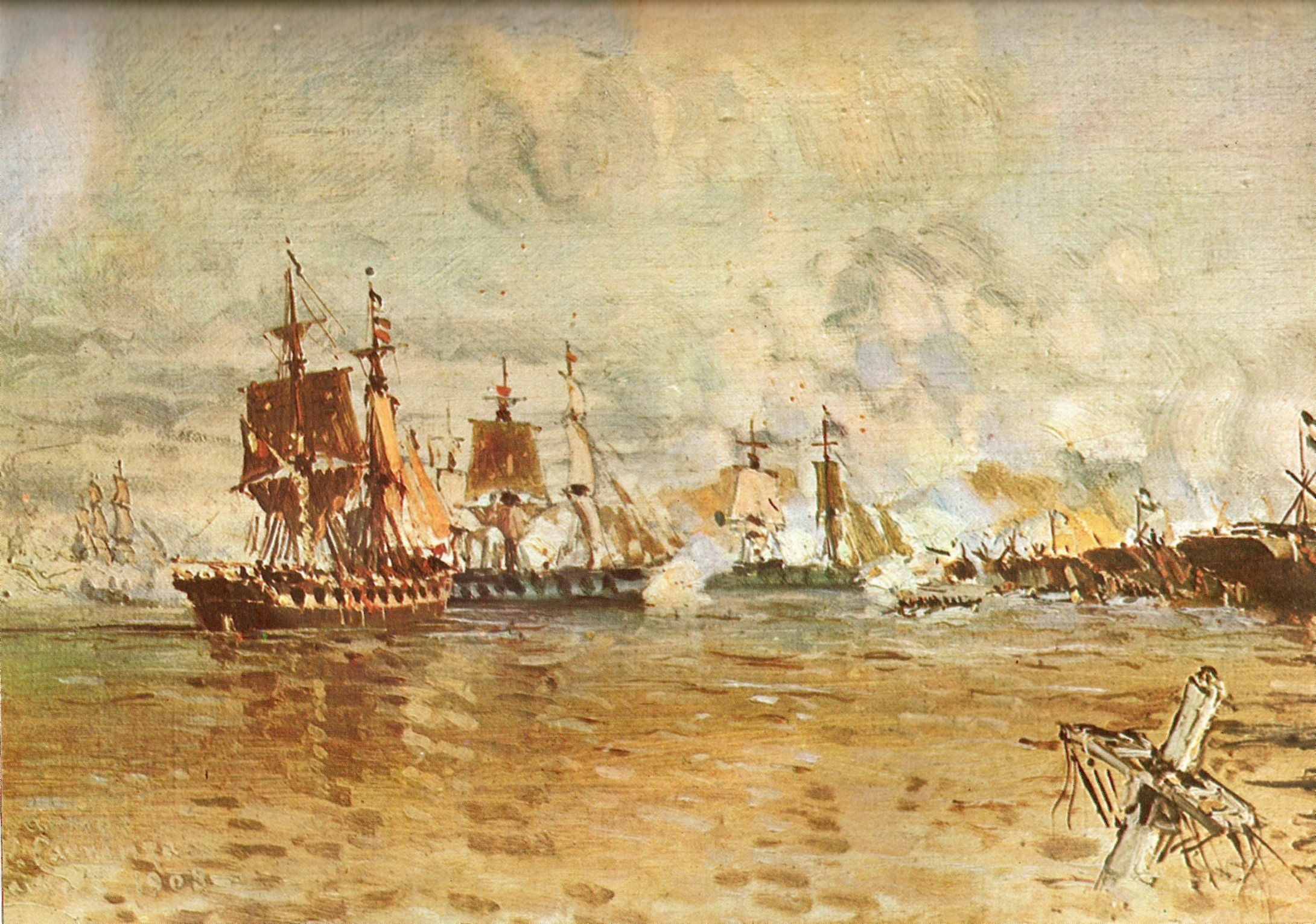
Битва при Вуэльта-де-Облигадо, часть англо-французской блокады Рио-де-ла-Платы.

Росас сумел справиться с трудностями. Перу-Боливийская конфедерация потерпела поражение от Чили и распалась. Куллен потерпел поражение и был застрелен. А Астрада был побежден Хусто Хосе де Уркисой. Дипломат Мануэль Морено справился с протестами английских купцов в Буэнос-Айресе, которым мешала блокада; это усилило сомнения французов в целесообразности продолжения конфликта. Франция окончательно сняла блокаду с подписанием договора Мако-Арана. Лавалье потерял поддержку Франции, но стремился к продолжению конфликта в любом случае. Он отступил, не дойдя до Буэнос-Айреса, и ушёл на север. Его преследовал Орибе, теперь уже возглавивший аргентинскую армию. Лавалье умер при невыясненных обстоятельствах.
Несмотря на поражение Франции, Уругвай оставался угрозой. Мануэль Орибе утверждал, что был законным президентом Уругвая, и начал Гражданскую войну против Риверы. Росас поддержал Орибе в конфликте, а Уругвай всё ещё воевал с Аргентиной. Войска Орибе осадили Монтевидео. Англия и Франция объединились с Риверой, захватили аргентинский военно-морской флот и начали новую морскую блокаду Буэнос-Айреса. Аргентинская армия сопротивлялась вторжению по рекам в нескольких точках вдоль Параны (особенно во время битвы при Вуэльта-де-Облигадо), но не могли остановить нападавших. Повреждения английских и французских кораблей, однако, были настолько велики, что обе страны в конечном итоге отказались от участия в конфликте и сняли блокаду.
Хусто Хосе де Уркиса, губернатор Энтре-Риос, поддерживал Росаса, но землевладельцы его провинции хотели собственную таможню и возможность торговать с другими странами напрямую. Энтре-Риос также требовал федерализации распределения государственных доходов от экспорта и созыва Учредительного собрания для выработки Конституции. Уркиса сделал pronunciamiento, возобновив права провинции Энтре-Риос торговать напрямую с другими странами, а не делегировать такие полномочия в Буэнос-Айрес. Росас объявил войну против него, но Уркиса победил Росаса в битве при Касеросе, вынудив Росаса бежать.

### Отделения и возвращение Буэнос-Айреса
Уркиса не был унитаристом. Поэтому унитаристы не поддержали его, выступая против — фактически на стороне Росаса. Стремление Уркисы сдержать растущую роль Буэнос-Айреса и развивать федерализацию страны породило конфликты с унитаристами. Уркиса организовал подписание представителями 14 провинций Соглашения в Сан-Николасе, так что все провинции согласились созвать Учредительное собрание 1853. Этому сопротивлялся Буэнос-Айрес, унитаристы воспользовались временным отсутствием Уркисы в городе, чтобы начать революцию и объявить о выходе Буэнос-Айреса из Конфедерации. Восставшие провозгласили Государство Буэнос-Айрес.
Мануэль Гильермо Пинто был назначен губернатором Буэнос-Айреса, он выгнал из города делегатов Учредительного собрания. Столицей Конфедерации стала Парана в провинции Энтре-Риос. Буэнос-Айрес попытался вести военные действия против Конфедерации, чтобы помешать работе Ассамблеи, но эти попытки провалились. Конституция Аргентины 1853 года была принята 1 мая, 1853, приглашая Буэнос-Айрес вернуться в Конфедерацию. Буэнос-Айрес принял свою Конституцию в 1854 году.
Конфедерация напала на Государство Буэнос-Айрес в 1856 году, под предводительством Херонимо Косты, который был побеждён Бартоломе Митре. Митре захватил 140 пленных, из которых 125 казнил.
В 1857 году Митре и другие политики в Буэнос-Айресе решили окончательно закрепить раскол, изменив название страны на Республика Рио-де-ла-Плата. Проекту противостоял Доминго Фаустино Сармьенто. Проект не нашёл поддержки и был забыт.
В Конфедерации многих возмутило убийство Насарио Бенавидеса из Сан-Хуана, осуществлённое людьми Сармьенто. Взбешённый Уркиса возобновил военные действия против Буэнос-Айреса. Он победил Митре в битве при Сепеде и осадил город. Большинство федералистов считало, что Уркиса должен захватить Буэнос-Айрес и распространить на него действие конституции. Однако Уркиса медлил, пытаясь заручиться посредничеством в конфликте Франсиско Солано Лопеса, президента Парагвая. В результате Буэнос-Айрес согласился созвать Учредительное собрание, чтобы принять национальную конституцию или просить о внесении поправок, чтобы на выгодных для всех условиях присоединиться к Конфедерации.
Ассамблея предложила несколько изменений, самым важным из которых был перенос столицы из Буэнос-Айреса. Это бы позволило городу эксклюзивно распоряжаться портом. Поправки были приняты, новым президентом Конфедерации стал Сантьяго Дерки. Однако убийство губернатора Хосе Антонио Вирасоро привело к новым столкновениям между Буэнос-Айресом и Конфедерацией. Митре победил Уркису в битве при Павоне в 1861 году, а Буэнос-Айрес вернулся в Конфедерацию, которая позже стала современной Аргентиной.